# Rodrigue Nordin
Rodrigue Nordin (Francia, 22 de marzo de 1971) es un atleta francés retirado especializado en la prueba de 4 × 400 m, en la que consiguió ser medallista de bronce mundial en pista cubierta en 1997.

## Carrera deportiva
En el Campeonato Mundial de Atletismo en Pista Cubierta de 1997 ganó la medalla de bronce en los relevos de 4x400 metros, llegando a meta en un tiempo de 3:09.68 segundos, tras Estados Unidos y Jamaica (plata).